# St Patrick's breastplate (Bax)
St Patrick's breastplate is een compositie van Arnold Bax.
Het is een van de weinige werken die Bax schreef voor koor en orkest. Deze werken kennen maar een relatief matige bekendheid ten opzichte van zijn orkestwerken. Bax vertaalde vermoedelijk zelf de Ierse tekst van Saint Patrick's breastplate, gewijd aan Patricius. Het werk kreeg haar première tijdens een concert op 21 mei 1925, met een vervolg tijdens het in Engeland beroemde Three Choirs Festival, versie 1934. Het was Bax’ laatste werk dat refereerde aan Ierland (Bax woonde enige tijd in Ierland) en de bereikte Ierse Vrijstaat.
In 2004 verscheen de eerste digitale opname op Chandos en The Guardian verbaasde zich erover dat Bax zulke middelmatige muziek kon schrijven. The Gramophone schreef dat de opnames welkom waren, maar hield zich op de vlakte over de kwaliteit van de werken. Musicweb-international vond het alleen geschikt voor de liefhebbers van de muziek van Bax, dan wel liefhebbers van de koortraditie van Engeland.
Orkestratie:
- gemengd koor (sopranen, alten, tenoren, baritons)
- 3 dwarsfluiten (III ook piccolo), 2 hobo’s,  1 althobo, 2 klarinetten, 1 basklarinet, 2 fagotten
- 4 hoorns, 3 trompetten, 2 trombones, 1 bastrombone, 1 tuba
- pauken, 2 man/vrouw percussie
- violen, altviolen, celli, contrabassen